# Calle Lawrence–MetroTech (línea de la Cuarta Avenida)
Calle Lawrence–MetroTech es una estación en la línea de la Cuarta Avenida del Metro de Nueva York de la B del Brooklyn–Manhattan Transit Corporation (BMT). Localizada en la intersección con la Calle Lawrence y la Calle Willoughbyen en Brooklyn. La estación es servida en varios horarios por los trenes del servicio ,  y 

## Puntos de interés
- Polytechnic University of New York
- New York City College of Technology
- MetroTech Center
- Brooklyn Borough Hall
- Corte Suprema de Brooklyn
- Fulton Mall